# Ambalema
Ambalema es un municipio del departamento de Tolima en Colombia, a 69.5 km al nororiente de Ibagué.

## Historia
Fundada el 15 de agosto de 1627 por Lesmes de Espinosa Sarabia, quien fue nombrado oidor de la Audiencia de Santa Fe nacido en Santa Cruz de Tenerife. La función de Lesmes de Espinosa en el  lugar era congregar la población indígena en el lugar, el sitio elegido fue conformado por 400 panches bajo órdenes de Pedro de Carmona. Posteriormente Luis Serdino y Monzón fijó el 29 de marzo de 1656 los límites del resguardo de Ambalema, origen del actual municipio. Las actividades económicas en los siglos XVII y XVIII tenían relación con el comercio por medio del río Magdalena y la minería en Mariquita.
Erigido como tal en 1776.
La zona era importante por su producción tabacalera y se crearía la primera fábrica para el procesamiento de tabaco en 1778.
El 17 de septiembre de 1825 la población se incendió y, aunque algunos insistieron en reconstruir en el lugar del incendio, resolvieron finalmente trasladar el asentamiento un año después por órdenes del gobernador provincial.
Para 1855 el municipio produjo el 80% del tabaco de Colombia, pero dos años después caería la producción por la calidad de los suelos, siendo superado por El Carmen de Bolívar.
En 1861 se crea el Departamento de Ambalema, subdivisión del Estado Soberano del Tolima con su capital en el distrito del mismo nombre, sin embargo, sería suprimido en 1864.
Constituyó un importante emplazamiento tabacalero durante el siglo XIX.

### Toponimia
Según Gerardo Reichel-Dolmatoff el nombre del municipio puede ser de origen caribe por su terminación -ima que es un aumentativo para grande o quechua igual por su terminación que designa una cosa en general.

## Geografía
Ambalema se encuentra ubicado al norte del Tolima, entre la cordillera Central y la cordillera Oriental, en la zona llamada como el valle del río Magdalena. Se alza a 241 m.s.n.m y su cabecera se ubica al margen occidental del río Magdalena. Cuenta además con diversas islas fluviales a lo largo del trayecto del Magdalena.
La locación geográfica de Ambalema es:
- Latitud norte: 74° 44´ 13"
- Latitud sur: 74° 53´ 54"

Cuenta con una superficie de 239 kilómetros cuadrados y una temperatura promedio de 26°C.

### Hidrografía
El municipio se ubica al sobre el occidente del río Magdalena y está en la subcuenca hidrográfica del Río Lagunilla y otros Directos al Magdalena, siendo atravesado por el río Viejo, que forma parte de la frontera norte con Armero; el río Lagunilla que desemboca en el Magdalena, la quebrada La Joya que desemboca en el río Lagunilla, el río Recio y el río Venadillo que forma una frontera natural con el municipio homónimo.

### Límites municipales
Ambalema está delimitada por varios municipios y al oriente con Cundinamarca:
| Noroeste: Armero    | Norte: Armero  | Nordeste: San Juan de Rioseco ( Cundinamarca) (Río Magdalena)                    |
| Oeste: Lérida       |                | Este: Límite entre San Juan de Rioseco y Beltrán ( Cundinamarca) (Río Magdalena) |
| Suroeste: Venadillo | Sur: Venadillo | Sureste: Beltrán ( Cundinamarca) (Río Magdalena)                                 |

## División político-administrativa

Veredas de Ambalema

Aparte de su cabecera municipal. Ambalema tiene bajo su jurisdicción los centros poblados:
- Boquerón
- Chorrillo
- La Aldea - El Danubio
- Pajonales

### Veredas
Las veredas del municipio son Beltrancito, Chorrillo, Cuatro Esquinas, Gamba, Pajonales, Santuario, Tajo y Tajo Medio.

## Demografía
La población de Ambalema es de 6 594 habitantes según el censo de 2018 y proyectado a 2022, con 5 240 habitantes en la zona urbana y 1 354 en la zona rural, siendo el municipio menos habitado de la subregión Norte del Tolima.
En el censo del año 2018 hecho por el DANE y actualizado al 2021 revelan que el 16.48% de la población vive en condición NBI o necesidades básicas insatisfechas, el tercero más alto en la subregión Norte y a 4.26% más del promedio en Tolima.

### Salud
El municipio es el más bajo en cuanto a afiliaciones al sistema de salud en la subregión Norte del Tolima con solo 79.74% según datos del ministerio de salud en 2021.
En la zona urbana se encuentra el hospital público San Antonio de Ambalema.

### Educación
En Ambalema hay 7 instituciones educativas, 3 distribuidas en el área urbana y 4 en el área rural.En el barrio Centro se encuentra la biblioteca Camilo Karin Polanco de carácter público.

## Economía
Las actividades económicas de mayor importancia son la agricultura, la ganadería y el comercio. Los principales cultivos son los de tabaco, arroz, millo, algodón y sésamo.
El valor agregado en las actividades del primer sector de la economía es de 58 mil millones de pesos, siendo el sector que más valor agregado tiene; seguido del sector terciario (servicios) que tiene un valor agregado por 43 mil millones de pesos y finalmente el sector de las actividades secundarias (industria y la construcción) con 9 mil millones de pesos.

## Transporte
La cabecera se conecta por medio de la Ruta Nacional 43 a través de Venadillo. Desde la zona urbana se puede ingresar a algunos centros poblados como Pajonales, Tajo Medio, Chorrillo y Cuatro Esquinas en vías secundarias y terciarias.
Se ingresa también por medio del centro poblado de La Sierra y conecta con la misma vía que sale de Venadillo.
El municipio cuenta con aeropuertos para uso agroindustrial mas no para uso de pasajeros, como lo son Cerritos, El Santuario, El Triunfo y Pajonales.
Este municipio es muy importante para la navegación aérea en el centro del país, ya que cuenta con una estación VOR que sirve a los aeropuertos de Bogotá e Ibagué. Además, algunos Waypoints como TOBKI e IRUPU están ubicados en este municipio y hacen parte de varias rutas de llegada y salida del Aeropuerto Internacional El Dorado.

## Turismo
El municipio cuenta con sitios de interés cultural y turístico:
- La Casa Inglesa donde el General Rojas Pinilla hacía frecuentes visitas cuando se desempeñó como Presidente de la República.[14]
- la Tabacalera donde se prensaba y elaboraba el tabaco que hizo que Ambalema fuera reconocida en todo el mundo por la exquisitez y suavidad de los tabacos.
- La Casona fue el sitio donde funcionó el primer banco comercial del país.
- Iglesia de Santa Lucía es una capilla que funcionó para el adoctrinamiento de indígenas.[14]

Además de su paisaje, Ambalema cuenta con varios lugares de interés turístico como La Factoría (o Casa de la Logia) construida en 1916, la Casa Amurallada; las lagunas de Zancudal, Lagunilla, Guasimal y Guandinosa, y la cueva Los Alares.

## Cultura

### Fiestas patronales
En la vereda Chorrillo se celebran las fiestas de San Roque a finales de agosto, y a inicios de diciembre se realizan las fiestas patronales de Santa Lucía.

### Monumentos
Ambalema cuenta con diversos monumentos nacionales que son el Centro Histórico de la Ciudad de Ambalema, la Estación del Ferrocarril y la Estación del Ferrocarril Beltrán.

### Ciudades hermanadas
La ciudad de Ambalema y el resto de ciudades de la Ruta Mutis está hermanada con la ciudad española de Cádiz.

## Servicios públicos
- Energía Eléctrica: Celsia, es la empresa prestadora del servicio de energía eléctrica.
- Gas Natural: Alcanos de Colombia es la empresa distribuidora y comercializadora de gas natural en el municipio.